# Clarkometra elegans
Clarkometra elegans is een haarster uit de familie Colobometridae.
De wetenschappelijke naam van de soort werd in 1922 gepubliceerd door Torsten Gislén.